# كيانان
كيانان (بالصينية: 迁安) هي مدينة من مدن الصين.